# جشنواره فیلم کن ۱۹۷۶
بیست و نهمین دوره جشنواره فیلم کن در این دوره ۲۰ فیلم با هم به رقابت پرداختند رئیس هیئت داوران تنسی ویلیامز بود و فیلم راننده تاکسی مارتین اسکورسیزی برنده نخل طلا شد

## هیئت داوران

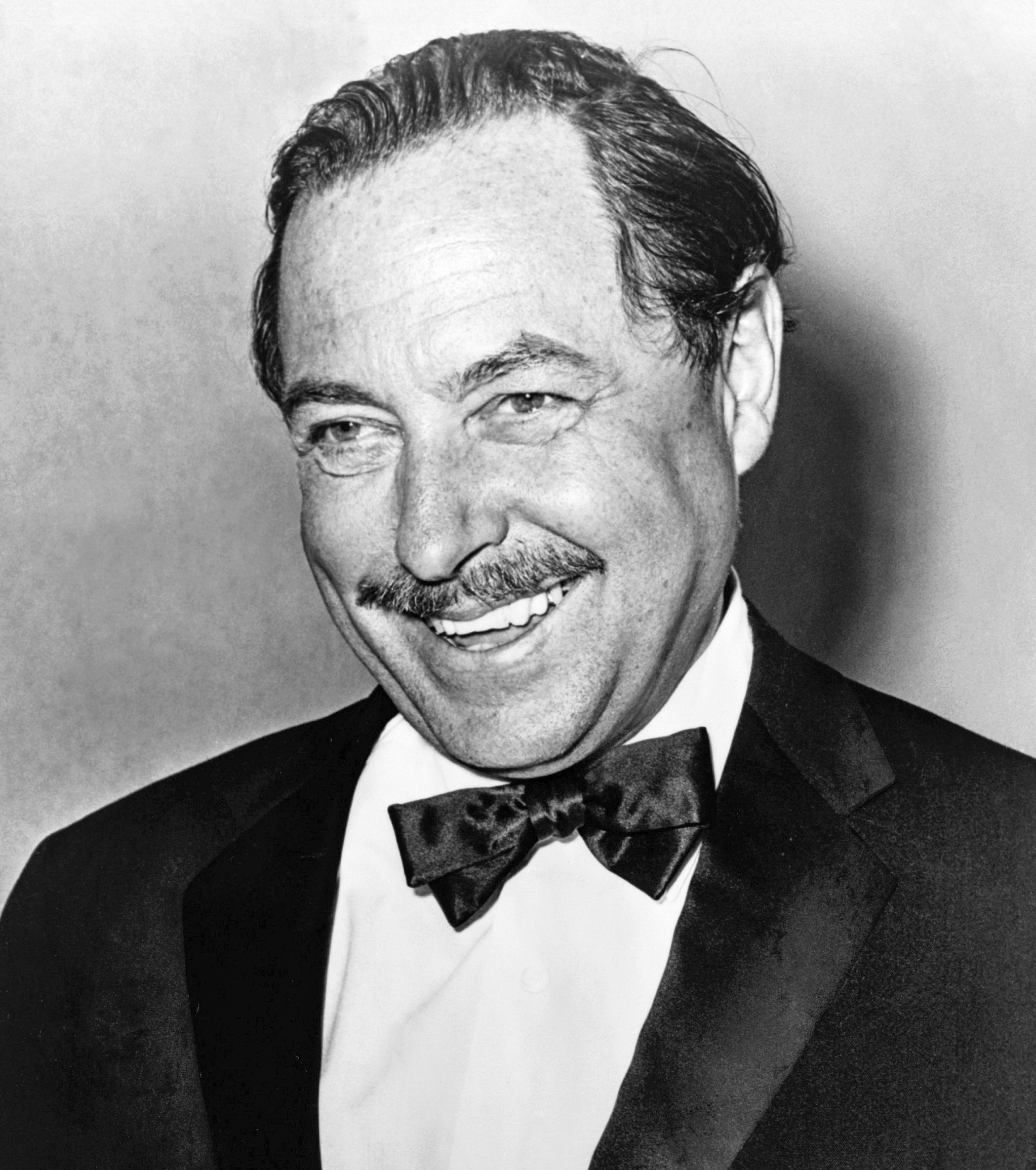
تنسی ویلیامز, رئیس هیئت داوران

- تنسی ویلیامز
- ماریو چکی گوری
- کوستا گاوراس
- شارلوت رمپلینگ
- ژرژ شه‌آده
- ماریو بارگاس یوسا

## مسابقه
فیلم‌های زیر برای بخش مسابقه انتخاب شده‌اند :
- نامه‌هایی از ماروسیا - میگل لیتین
- Babatu - ژان روش
- زشت، کثیف و بد - اتوره اسکولا
- باگزی مالون - آلن پارکر
- پرورش کلاغ - کارلوس سائورا
- مارکیز او - اریک رومر
- سلاطین جاده - ویم وندرس
- ارث - مائورو بولونینی
- مستأجر - رومن پولانسکی
- آقای کلاین - جوزف لوزی
- ایستگاه بعدی، روستای گرینویچ - پل مازورسکی
- پایان شب - شیام بنگال
- Sweet Revenge (Dandy, the All American Girl) - جری شاتزبرگ
- راننده تاکسی - مارتین اسکورسیزی
- رذایل خصوصی، لذت‌های عمومی - میکلوش یانچو

## برندگان

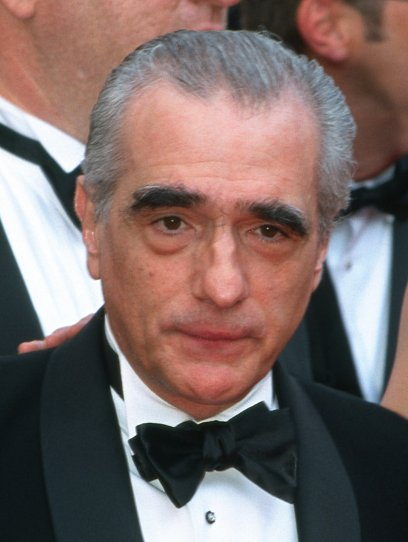
مارتین اسکورسیزی, برنده نخل طلا

- نخل طلا: راننده تاکسی - مارتین اسکورسیزی
- جایزه بزرگ (جشنواره فیلم کن):
  - پرورش کلاغ (فیلم) - کارلوس سائورا
  - مارکیز او (فیلم) - اریک رومر
- جایزه بهترین بازیگر مرد جشنواره فیلم کن: خوزه لوئیس گومز برای Pascual Duarte
- جایزه بهترین بازیگر زن جشنواره فیلم کن:
  - دومنیک سندا برای ارث (فیلم ۱۹۷۶)
  - ماریا توروچیک برای Déryné hol van?
- جایزه بهترین کارگردان جشنواره فیلم کن: اتوره اسکولا برای زشت، کثیف و بد